# Óblast de Grozni
El Óblast de Grozni (en ruso: Гро́зненская о́бласть) fue una entidad administrativa (un óblast) de la RSFS de Rusia que fue creada como el ókrug de Grozny (Гро́зненский о́круг) el 7 de marzo de 1944 y abolida el 9 de enero de 1957.

## Formación
Tras la insurgencia en Chechenia de 1940-1944, el gobierno soviético deportó por completo a los chechenos e ingusetios. La RASS de Chechenia e Ingusetia fue abolida, y su territorio particionado, siendo la región montañosa del sur unida a la RSS de Georgia, el área occidental ingusetia a la RASS de Osetia del Norte, y la franja oriental a la RASS de Daguestán. El territorio resultante fue unido a los distritos de Kizlyar y Naurs del krai de Stávropol.
La mayoría del territorio en el norte era una mezcla étnica entre los nogayos y rusos (cosacos del Térek), pese a que las áreas del sur incluyeron tierra de los chechenos, ahora desocupadas. Esto fue resuelto mayoritariamente por refugiados de las regiones occidentales de la URSS quienes huían de la invasión y ocupación de la Alemania nazi. A mediados de los años 1950, la región se volvió económicamente provechosa.

## Abolición y consecuencias
En 1956, aun así, el gobierno soviético emitió un nuevo decreto en rehabilitación de los pueblos reprimidos. Varios miles de chechenos e ingusetios aprovecharon esta posibilidad de volver a su hogar ancestral. Esto fue recibido con señales mixtas, por un lado creando una fuerza laboral potencial, en la otra la cuestión del re-establecimiento de la RASS de Chechenia e Ingusetia y un repoblamiento de los pueblos checheno e ingusetio. Esto último creó varios problemas cuando la mayoría encontraron sus casas ocupadas por refugiados. Empero, en enero de 1957 el Sóviet Supremo de la RSFS de Rusia reinstauró la RASS de Chechenia e Ingusetia y abolió el óblast de Grozni. Aun así, las fronteras anteriores a 1944 no fueron preservadas.  El distrito de Kizlyar fue trasladado a la RASS de Daguestán (la cual lo administró entre 1923 y 1937) y dos distritos en la margen izquierda del río Térek (Naurs y Shelkov) adyacentes a Chechenia permanecieron en la RASS de Chechenia e Ingusetia. Esto se hizo por dos razones, principalmente debido a los firmes lazos económicos que desarrollaron con Grozni, pero también para diluir la composición étnica de la nueva república, pues se convirtieron en las zonas centrales de poblamiento para los chechenos retornados (para evitarles ser reinstalados en las zonas montañosas).
A su regreso, los pueblos deportados fueron conocidos negativamente en la región  por la predominante población rusa, especialmente por las contiendas de las tierras y casas. La situación se salió de control en con los disturbios de agosto de 1958 donde los rusos reclamaron que fuera restaurado el óblast de Grozni o que la RASS de Chechenia e Ingusetia debía ser transformado en una república sin nación  titular como ocurrió en el vecino Daguestán. Los disturbios fueron controlados por el militsiya soviético.
A raíz de esto, a mediados de los años 1970 empezó una emigración sistemática de rusos desde la república, debido a la discriminación social en favor de la nacionalidad única (todas las funciones  administrativas de Chechenia-Ingusetia a finales de los años 1970 eran ostentados por chechenos). A finales de los años 1980, los chechenos eran la mayoría en todas las regiones montañosas, y casi la mitad de la población en zonas étnicas tradicionalmente ruso/cosacas (banco izquierdo de los ríos Térek y Sunzha, ciudades de Grozni y Gudermés), catalizador de la masiva limpieza étnica de la población rusa que tuvo lugar en los años 1990. Hoy los rusos son una minoría minúscula en Chechenia e Ingusetia.